# Phthitia
Phthitia är ett släkte av tvåvingar. Phthitia ingår i familjen hoppflugor.

## Dottertaxa tillPhthitia, i alfabetisk ordning[1][2]
- Phthitia alexandri
- Phthitia antillensis
- Phthitia bicalyx
- Phthitia cercipilis
- Phthitia charpentieri
- Phthitia cortesi
- Phthitia digiseta
- Phthitia digistylus
- Phthitia emarginata
- Phthitia empirica
- Phthitia gonzalezi
- Phthitia lineasterna
- Phthitia lobocercus
- Phthitia longisetosa
- Phthitia luteocercus
- Phthitia luteofrons
- Phthitia megocula
- Phthitia miradorensis
- Phthitia mulroney
- Phthitia nerida
- Phthitia nigrifacies
- Phthitia notthomasi
- Phthitia obunca
- Phthitia occimosa
- Phthitia ovicercus
- Phthitia plesiocercus
- Phthitia plumosula
- Phthitia quadricercus
- Phthitia sanctaehelenae
- Phthitia selkirki
- Phthitia spinicalyx
- Phthitia spinosa
- Phthitia squamosa
- Phthitia venosa